# يوسي

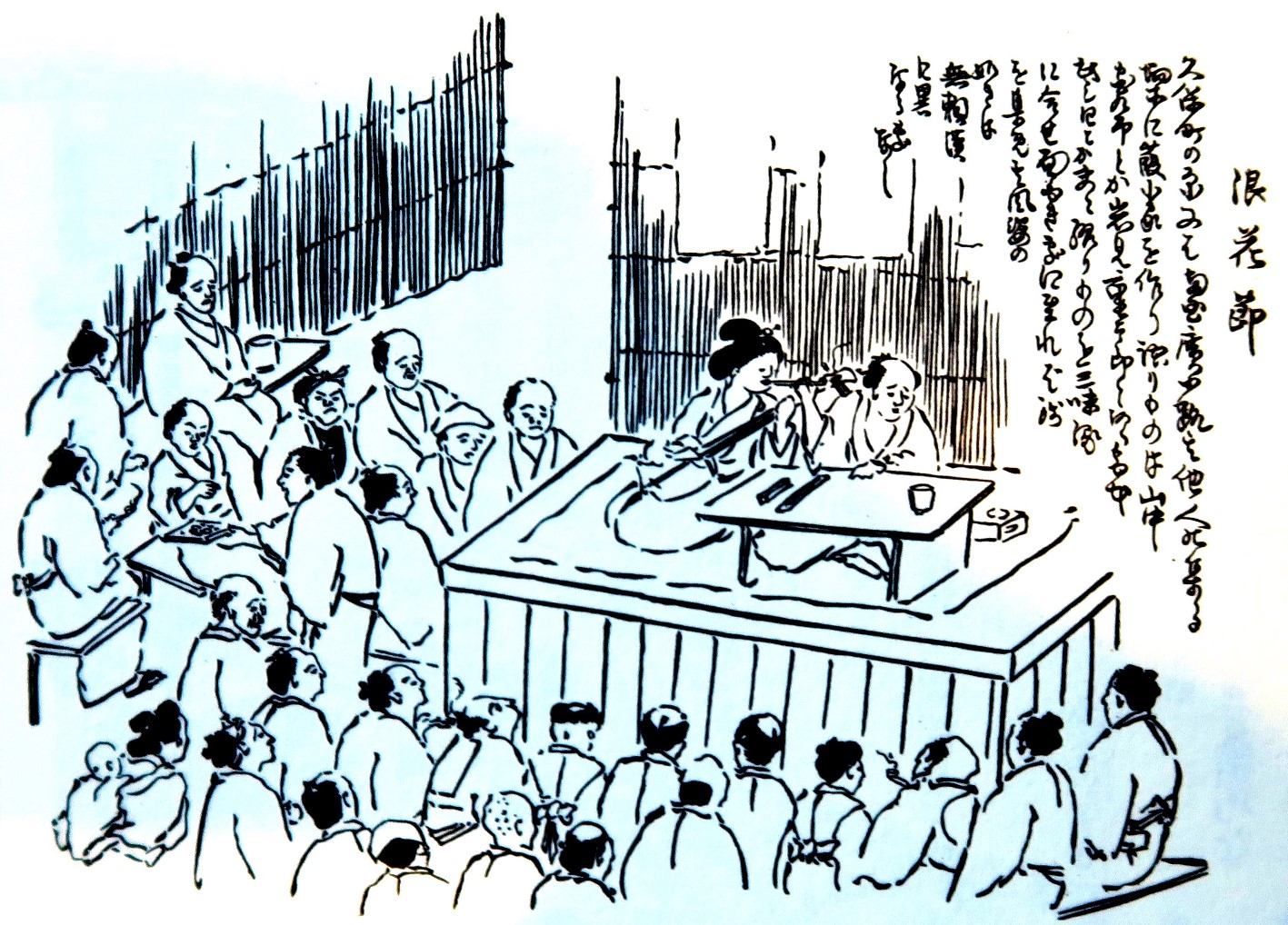

يوسي (باليابانية: 寄席) (باليابانية: よせ) مسرح ترفيهي يقام به العروض الفنية والفكاهية اليابانية مثل راكوغو والمنزاي وغيرها. ويكون المسرح في غاية البساطة.